# 아리마 우지노리
아리마 우지노리(일본어: 有馬氏倫, 1668년 ~ 1736년 1월 24일)는 에도 시대 중기의 하타모토, 다이묘이다. 에도 막부 제8대 쇼군 도쿠가와 요시무네를 기슈번주 시절부터 측근으로 섬겨왔다. 후에 이세 사이조 번 초대 번주를 지낸다. 우지노리계 아리마가(氏倫系有馬家) 시조.
아리마 요시카게의 아들이자 기슈 번사 아리마 요시마사의 손자이며 아리마 도요우지의 족보상 고손자이다. 친증조부는 다케베 미쓰시게이며 하야시다 번주 다케베 마사치카에게는 친재종형에 해당한다.

## 참고 문헌
- 간세이 중수제가보(寛政重修諸家譜) - 제470권